# Formalizacja rachunku zdań
Formalizacja rachunku zdań - proces polegający na wyborze spośród tez rachunku zdań pewnych zdań jako aksjomatów i podaniu reguł wyprowadzenia z nich innych tez. Proces formalizacji składa się z dwóch etapów: (1) aksjomatyzacji rachunku oraz (2) określenia reguł wyprowadzania z aksjomatów tez rachunku zdań.